# Franziska Romana von Hallwyl
Franziska Romana von Hallwyl (Wenen, 25 augustus 1758 - Kasteel van Hallwyl, Seengen, 6 maart 1836) was een Oostenrijks-Zwitserse edeldame.

## Biografie
Franziska Romana von Hallwyl was een dochter van graaf Franz Anton von Hallwyl. In 1775 Johann Abraham huwde ze von Hallwyl. Ze vestigde zich in Straatsburg en later in Zwitserland, waar ze trouwde en zich bekeerde. In 1779 werd ze weduwe, waarna ze voor meer dan 50 jaar kasteeldame zou zijn. Ze had nauwe banden met diverse bekende persoonlijkheden uit Zwitserland, waaronder Frédéric-César de la Harpe, Johann Kaspar Lavater, Augustin Keller, Johann Heinrich en Anna Pestalozzi en de familie Usteri. In 1798 deed ze afstand van haar adellijke titel en werd ze burger van Brugg.